# Население Антигуа и Барбуды

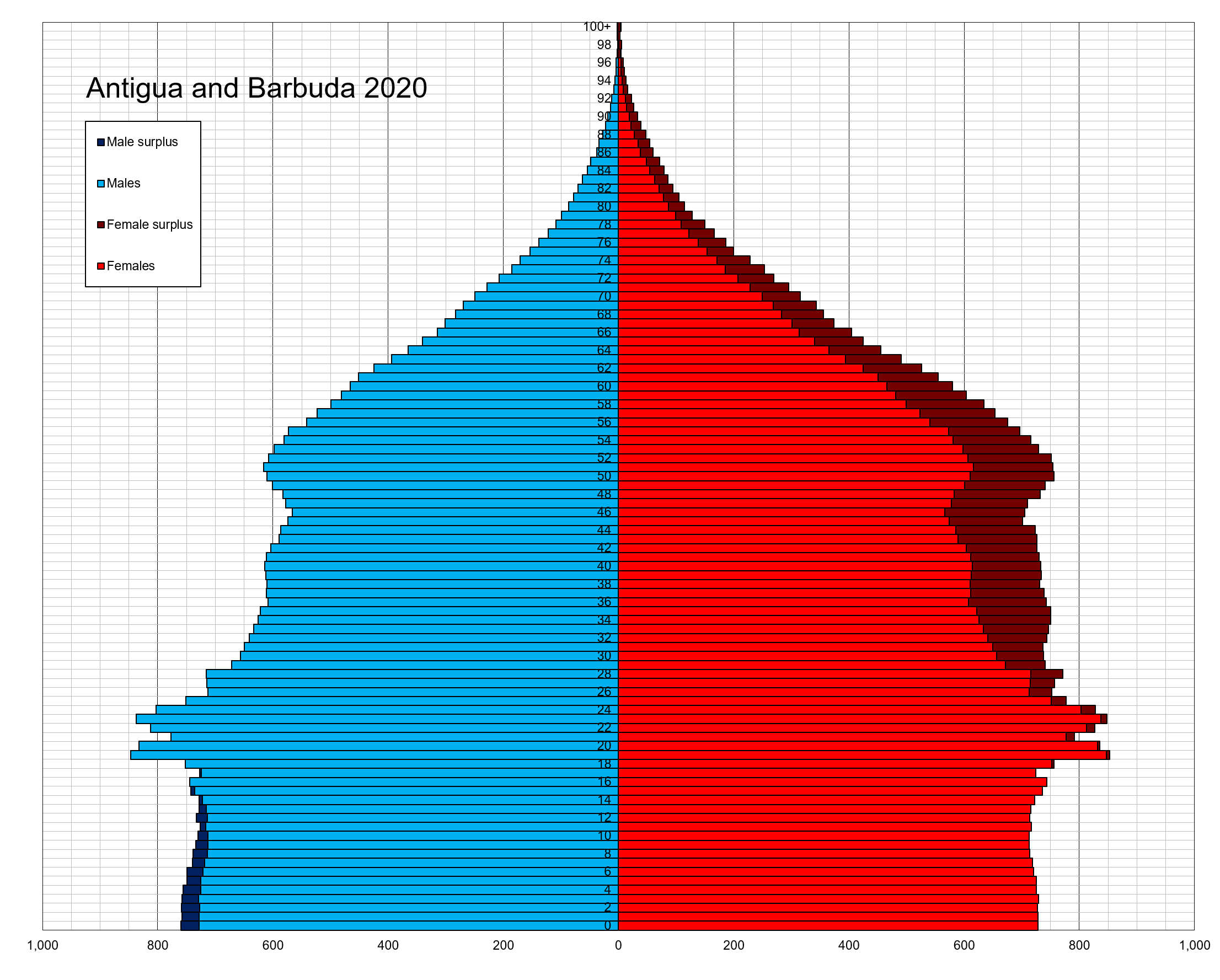
Возрастно-половая пирамида населения Антигуа и Барбуды на 2020 год

Население Антигуа и Барбуды — люди, живущие на одноимённых островах в группе Малых Антильских островов в Карибском море.
Предполагаемая численность на июль 2011 года составляет 87 884 человека. Антигуа и Барбуда занимает 196 место в мире по численности населения.

## Этнический состав
Несмотря на то, что этнический состав населения Антигуа и Барбуды достаточно разнообразен, подавляющее число жителей страны составляют потомки африканцев, в своё время переселённые на острова англичанами в качестве рабов.
Таким образом этнический состав населения: потомки африканских невольников, доставленных на острова в колониальную эпоху — около 94 %, метисы — более 3 %, остальные — европейцы, арабы сирийского, ливанского и палестинского происхождения, евреи, сефарды и даже выходцы из Азии — менее 3 %.
Жители страны сами себя делят на два различных этноса: антигуанцев и барбуданцев. В социальной иерархии ведущую позицию, как правило, играют мулаты английского происхождения, а в нижней части социальной иерархии находятся испаноговорящие иммигранты из Доминиканской Республики и афро-карибские иммигранты из Гайаны и Доминики. Тенденция последних лет: часть местных жителей переезжает на постоянное место жительства в Великобританию, США и Канаду.

## Рост численности населения
Общая численность населения — порядка 86 тыс. человек (на 2009 г.). Естественный прирост населения составил 1,3 %, рождаемость 18,8 %, смертность 5,8 %. Детская смертность — 21,6 чел. на 1000 новорождённых. Продолжительность жизни 71 год, в том числе женщин 73,5, мужчин 68,7. На 99 мужчин приходится 100 женщин. Средняя плотность населения — 145,5 чел. на 1 км².

## Занятость населения
Обслуживание иностранных туристов обеспечивает главную статью доходов в бюджет государства. Кроме того, население занято в сельском хозяйстве и текстильной промышленности.

## Возрастная структура
Возрастная структура: 0—14 лет — 25,8 %, 15—64 года — 67,4 %, 65 лет и старше — 5,8 %. Доля городского населения 30 %.

## Религиозный состав населения
Значительное большинство жителей Антигуа и Барбуда являются христианами и, прежде всего, прихожанами англиканской церкви. Большой религиозной группой на острове являются и католики. Остальные религиозные группы составляют представители следующих конфессий: методисты, мораване, пятидесятники, адвентисты седьмого дня, свидетели Иеговы. Число представителей ислама, иудаизма и буддизма незначительно.

## Официальный язык
Официальный язык — английский, однако значительная часть населения говорит на местном диалекте, который называют «патуа». Это причудливая смесь ряда европейских языков и местных наречий.

## Гражданство
Возможно получение гражданства Антигуа и Барбуда через инвестиции в фонд Национального развития, государственные облигации или приобретение недвижимости.

## Уровень грамотности
Уровень грамотности взрослого населения равен 95 %.